# Tundralappsparv
Tundralappsparv (Calcarius pictus) är en nordamerikansk fågel i familjen sporrsparvar inom ordningen tättingar. Den häckar långt uppe på tundran i Alaska och Kanada. Vintertid flyttar den till södra och centrala USA. Beståndet tros vara livskraftigt.

## Utseende
Tundralappsparven är en 14–17 cm lång tätting med rätt stort huvud, kort stjärt och konformad näbb. Ryggen är streckad och den mörka stjärten har vita yttre stjärtpennor, mer utbrett än hos lappsparven. I häckningsdräkt är hanen karakteristisk med orangefärgad strupe, undersida och hals som kontrasterår med ett svartvitt mönster på resten av huvudet. Tydligt är även vita mindre vingtäckare. Honor har liknande teckning men är mer beigefärgad än orange och med mycket mindre tydlig huvudteckning. Utanför häckningstid är båda könen beigefärgade undertill med fint streckat bröst och ljus ögonring.

## Läte
Sången är en ljus och behaglig serie som liknar tundrasparvens men är olikt den stigande. Bland lätena hörs sträva "goeet" och ett torrt skallrande ljud likt lappsparven.

## Utbredning och systematik
Fågeln häckar i nordöstra Alaska och nordcentrala Kanada från norra British Columbia till södra Nunavut, nordöstra Manitoba och nordligaste Ontario. Den förekommer också isolerat i sydöstra Alaska och nordvästligaste British Columbia. Vintertid flyttar den till ett område i södra USA från sydcentrala Kansas och centrala Iowa söderut till Oklahoma, centrala Texas och norra Louisiana österut till Arkansas, västra Tennessee, Mississippi och sällsynt i Alabama. Under flyttningen rör den sig elliptiskt, det vill säga östligt över Illinois på våren och västligt över Great Plains på hösten. Den behandlas som monotypisk, det vill säga att den inte delas in i några underarter.

### Familjetillhörighet
Tundralappsparven bildar en grupp tillsammans med övriga lappsparvar i Calcarius och de två arterna snösparvar. Traditionellt behandlas de som en del av familjen fältsparvar (Emberizidae). Genetiska studier visar dock att gruppen utgör en egen, äldre utvecklingslinje som inte är närmast släkt med fältsparvarna. Arterna har därför lyfts ut ur Emberizidae och behandlas numera som en egen familj, sporrsparvar (Calcariidae).

## Levnadssätt
Tundralappsparven häckar på gräsrik tundra nära trädgränsen där skog övergår i dvärgvuxna granar, björkar och kanadalärk, viden och andra buskar. Vintertid ses i öppna gräsmarker, på flygplatser, i jordbruksbygd och betesmarker, ofta nära vatten. Födan består av insekter och frön som den vanligen plockar från marken. I häckningstid ses den enstaka eller i par, vintertid och under flyttning i flock där den inte beblandar sig med andra lappsparvar. Arten har ett komplicerat häckningssystem där både hanen och honan har flera partners under en och samma säsong. I tre av fyra bon har därför ungarna fler än en pappa. Ofta kommer två eller tre hanar med mat till ungarna i ett och samma bo.

## Status och hot
Tundralappsparven har ett stort utbredningsområde och en stor population. Den tros inte vara utsatt för något substantiellt hot. Även om beståndsutvecklingen är oklar kategoriserar internationella naturvårdsunionen IUCN arten som livskraftig (LC). Världbeståndet uppskattas till 75 000 vuxna individer.